# باحثون في المعارضة
الباحثون في المعارضة، في السياسة، يُعَد البحث في المعارضة ممارسة جمع المعلومات عن خصم سياسي أو خصم آخر يمكن استخدامها لتشويه سمعته أو إضعافه بأي شكل آخر.
يمكن أن تتضمن المعلومات السيرة الذاتية أو القانونية أو الجنائية أو الطبية أو التعليمية أو المالية أو الأنشطة، بالإضافة إلى التغطية الإعلامية السابقة أو سجل التصويت لسياسي. يمكن أن يستلزم البحث في المعارضة أيضًا استخدام أدوات التتبع لمتابعة فرد ما وتسجيل أنشطته أو خطاباته السياسية.  